# Wurfrahmen 40
Wurfrahmen 40（tên tiếng Anh:"launch frame 40" - tạm dịch là "hệ thống phóng tên lửa 40"）là tên của một hệ thống phóng tên lửa được cấu tạo từ nhiều bộ phận. Wurfrahmen 40 được lắp từ xe half-track (phiên âm "háp-trắc", bán xích) Sd.Kfz.251 hoặc xe kéo Renault UE Chenillette của Pháp và trang bị thêm một hệ thống gồm 6 ống phóng hỏa tiễn. Wurfrahmen 40 được Đồng Minh đặt biệt danh là Walking Stuka - tạm dịch: Stuka đi bộ, và Bellowing Cow - tạm dịch: con bò rống.

## Mô tả

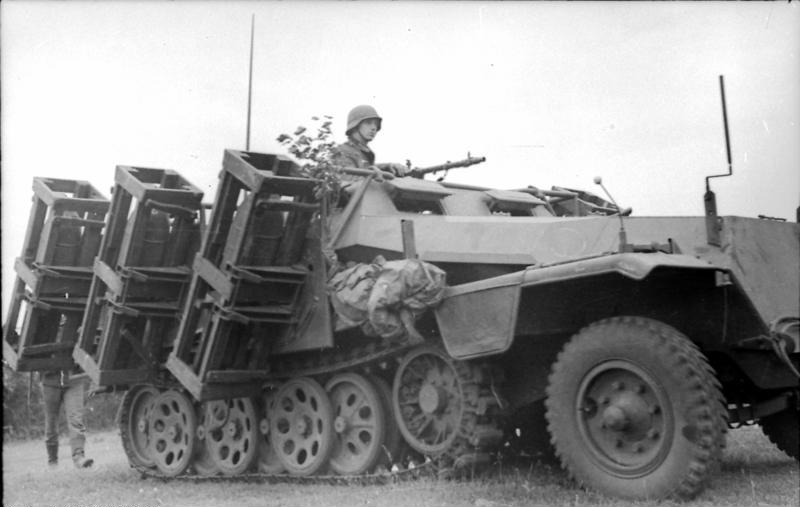
Wurfrahmen lắp ráp trên xe bán xích Sd.Kfz.251

Ban đầu, các ống phóng hỏa tiễn của Wurfrahmen 40 sử dụng loại tên lửa có đường kính 300mm HE (hỏa tiễn nổ mạnh), 280mm HE và 320mm HEI (hỏa tiễn xuyên cháy nổ mạnh). Wurfrahmen 40 có thể phóng từ bất cứ địa hình nào, khác với pháo binh chỉ có thể tác xạ quân địch từ một địa điểm nhất định. Loại nòng phóng HE rất có tác dụng trong việc tiêu diệt các cụm quân địch cũng như phá hủy các công trình xây dựng.
Đa số hệ thống phóng Wurfrahmen 40 được lắp ráp trên xe bán xích Sd.Kfz.251, trang bị 6 ống phóng, mỗi bên 3 ống. Nếu so ra với các hệ thống phóng của Đồng Minh (Chenillette UE: 4 ống phóng; Hotchkiss H35: 4 ống phóng) thì Wurfrahmen 40 có sức công phá lớn hơn và tầm tác xạ xa hơn.
Một vài mẫu Wurfrahmen 40 được lắp ráp trên xe bán xích American M3 của Mỹ mà Đức Quốc Xã thu được.